# سالار عبده
سالار عبدُه (متولد ۱۹۶۵ در تهران) نویسنده ایرانی‌ و استاد نویسندگی خلاق در سیتی کالج نیویورک است. 

## کودکی
او تا ۱۳ سالگی در ایران زندگی می‌کرد، خانواده‌اش سال ۱۹۷۸ او را برای تحصیل در مدرسه شبانه‌روزی ولینگتون رهسپار انگلستان کردند. هنگام انقلاب ۱۳۵۷او و برادرش رضا عبده در انگلستان بودند. با وقوع انقلاب در ایران پدرش علی عبده که صاحب باشگاه ورزشی پرسپولیس و از افراد بانفوذ در دربار محمدرضا پهلوی بود، مجبور به ترک ایران شد و با فرزندان دیگرش به آمریکا رفت. سالار و رضا نیز از انگلستان به پدرشان پیوستند، اما علی عبده یک سال بعد بر اثر سکته قلبی جانش را از دست داد.

## آثار
- ۲۰۰۰: بازی شاعر (رمان)
- ۲۰۰۴: تریاک (رمان)
- گفتاوردهایی از شهری ویران (با رضا عبده)
- تهران نوآر (ویراستار)
- ۲۰۱۴: تهران در گرگ و میش (رمان)